# Rafaela Dal'Maz
Rafaela Dal'Maz, detta Rafa Pato (31 gennaio 1991), è una giocatrice di calcio a 5 brasiliana naturalizzata italiana, pivot Montesilvano e della Nazionale Italiana femminile di calcio a 5.

## Carriera
Giunta in Italia nel 2017 nelle file della Salinis, Dal'Maz vince immediatamente lo scudetto. Nel 2019 si trasferisce al Città di Falconara con cui vince la Coppa Italia 2021 e arriva in finale scudetto, persa poi contro il Montesilvano. L'anno seguente è conquista il 'triplete nazionale: alza la Supercoppa italiana a dicembre, la Coppa Italia ad aprile e lo scudetto in gara-3 il 12 giugno 2022.
Il campionato successivo conferma la striscia positiva di vittorie con la conquista della Supercoppa italiana 2022 nella finale di Genzano contro il Real Statte e, il 22 dicembre, del titolo continentale al termine dell'European Women's Futsal Tournament 2022, la Champions del calcio a 5 femminile.
Nell’estate 2023 passa al Montesilvano.

## Statistiche Calcio a 5

### Presenze e reti in Serie A
Aggiornato a maggio 2023.
| Stagione                  | Squadra                   | Campionato                | Campionato | Campionato | Coppa della Divisione | Coppa della Divisione | Coppa Italia | Coppa Italia | Supercoppa Italiana | Supercoppa Italiana | European Woman's Futsal | European Woman's Futsal | Totale | Totale |
| Stagione                  | Squadra                   | Comp                      | Pres       | Reti       | Pres                  | Reti                  | Pres         | Reti         | Pres                | Reti                | Pres                    | Reti                    | Pres   | Reti   |
| ------------------------- | ------------------------- | ------------------------- | ---------- | ---------- | --------------------- | --------------------- | ------------ | ------------ | ------------------- | ------------------- | ----------------------- | ----------------------- | ------ | ------ |
| 2017-2018                 | Futsal Salinis            | Serie A                   | --         | --         |                       |                       |              |              |                     |                     |                         |                         | --     | --     |
| 2018-2019                 | Futsal Salinis            | Serie A                   | --         | --         |                       |                       |              |              |                     |                     |                         |                         | --     | --     |
| Totale Futsal Salinis     | Totale Futsal Salinis     | Totale Futsal Salinis     | 39         | 37         | --                    | --                    | --           | --           | --                  | --                  | --                      | --                      | --     | --     |
| 2019-2020                 | Falconara                 | Serie A                   | 14         | 15         | 3                     | 8                     |              |              |                     |                     |                         |                         | 17     | 23     |
| 2020-2021                 | Falconara                 | Serie A                   | 23         | 28         |                       |                       | 2            | 3            |                     |                     |                         |                         | 25     | 31     |
| 2021-2022                 | Falconara                 | Serie A                   | 27         | 23         |                       |                       | 3            | 3            | 1                   | 0                   |                         |                         | 31     | 26     |
| 2022-2023                 | Falconara                 | Serie A                   | 29         | 27         |                       |                       | 1            | 0            | 1                   | 4                   | 3                       | 2                       | 34     | 35     |
| Totale Città di Falconara | Totale Città di Falconara | Totale Città di Falconara | 93         | 93         | 3                     | 8                     | 6            | 6            | 3                   | 4                   | 3                       | 2                       | 107    | 113    |
| Totale carriera           | Totale carriera           | Totale carriera           | 132        | 130        | 3                     | 8                     | 6            | 6            | 6                   | 4                   | 3                       | 2                       | 150    | 150    |

## Palmarès

### Club
- : Scudetto: 2

Futsal Salinis: 2018-19
Città di Falconara: 2021-22
- Coppa Italia: 2

Città di Falconara: 2020-2021, 2021-2022
- Supercoppa Italiana: 2

Città di Falconara: 2021, 2022
- European Women's Futsal Tournament: 1

Città di Falconara: 2022

### Individuali
- MVP della finale scudetto del campionato 2018-19
- Premio 5TAR Futsal come miglior pivot della Serie A 2020-21
- Premio 5TAR Futsal come miglior pivot della Serie A 2021-22 [1]
- MVP della finale di Supercoppa Italiana 2022
- MVP dell'European Women's Futsal Tournament 2022